# Chopped, Screwed, Live & Unglued
Chopped, Screwed, Live & Unglued – kompilacja utworów grupy KoЯn, wydana w 2006. Tytuł polski: "Porąbane, skręcone, na żywo i niesklejone". Jest to fan-pack albumu See You On The Other Side. Zawiera dwie płyty CD i jedną DVD.

## Lista utworów

### Płyta #1 – Chopped & Screwed
1. "Twisted Transistor" – 5:03
2. "Hypocrites" – 3:44
3. "Getting Over" (remiks: DJ Michael "5000" Watts) – 3:16
4. "Getting Off" – 4:04
5. "For No One" – 4:52
6. "Love Song" – 4:44
7. "10 or a 2-way" – 4:06
8. "Coming Undone" – 4:05
9. "Coming Undone Wit It" (mash-up remiks z Dem Franchize Boys) – 3:29

### Płyta #2 – Live & Unglued
1. "Hypocrites" – 3:55
2. "Somebody Someone" – 4:43
3. "Throw Me Away" – 5:09
4. "Liar" – 7:56
5. "Love Song" – 4:35
6. "Blind" – 4:23
7. "Coming Undone" – 3:18
8. "Coming Undone" – 3:26
9. "Coming Undone" – 3:34
10. "Twisted Transistor" – 3:01

Wszystkie utwory z tej płyty nagrywane były podczas występów na żywo.

### DVD
1. "Twisted Transistor" (teledysk, krótka wersja)
2. "Coming Undone" (teledysk)
3. "Twisted Transistor" (wersja akustyczna, live z sesji AOL)
4. "Coming Undone" (wersja akustyczna, live z sesji AOL)
5. "Liar" (animowane wideo)
6. "Coming Undone Wit It" (teledysk)
7. Behind-The-Scenes Footage